# Space Quest 6: The Spinal Frontier
The Spinal Frontier (рус. Спинная граница) — шестая и последняя из серии компьютерных игр Space Quest от Джоша Менделя. Вскоре Мендель бросил проект, а доработкой занялся Скотт Мёрфи. Игра была выпущена Sierra в 1995 году и работала на предпоследней версии движка SCI — SCI2 (иногда называемый «SCI32»). Это позволило игре использовать графику SVGA с 256 цветами при разрешении 640×480. В отличие от предыдущих SCI игр, у The Spinal Frontier нет «спрятанного» (всплывающего) меню вверху экрана. Вместо этого используется «полоса глаголов» внизу экрана, напоминающая движок SCUMM от LucasArts. Также, графика шестой игры более мультипликационная, чем в предыдущих частях сериала.

## Сюжет
Победив злобных мутантов в пятой игре, капитан Роджер Вилко торжественно возвращается в штаб СтарКона… где его тут же отдают под трибунал за нарушение устава во время спасения галактики. Из-за его заслуг, его всё-таки не выбрасывают в космос, а понижают до уборщика второго класса и назначают на корабль SCS Глубокий корабль 86 (пародия на Звёздный путь: Глубокий космос девять), чей командир Келбаса выглядит как Смелый Лев и ведёт себя как капитан Пикар из Звёздного пути: Следующее поколение).
Подзаголовок игры происходит от её финальной части, где Роджеру предстоит быть уменьшённым и путешествовать внутри тела подруги — Стеллар Сантьяго (пародия на фильм Внутренний космос). Романтический интерес Роджера к этой женщине является беспрецедентной дилеммой для него, ведь другая женщина (Беатрис Ванкмайстер) должна будет от него забеременеть, иначе сын Роджера из будущего не смог бы спасти отца в прошлом.

## Демоверсия
В августе 1995, Sierra выпустили полностью озвученную демоверсию игры с оригинальным сюжетом.
Роджер висит в космосе и моет окно мостика SCS Глубокого корабля 86, пока все остальные члены экипажа отдыхают. Внезапно, появляется странный корабль в форме невозможного куба, который телепортирует на мостик двух механоидов с тостерами на головах — Бьорны (пародия на боргов из Звёздного пути и теннисиста Бьорна Борга). Они превращают весь экипаж в комки лимонного шербета (кроме Роджера, который спрятался). Теперь Роджеру предстоит найти способ вернуть экипаж в предыдущее состояние и изгнать Бьорнов.